# Höganäs kyrka
Höganäs kyrka, eller Himmelsfärdskyrkan, är en kyrkobyggnad i centrala Höganäs. Den tillhör Höganäs församling i Lunds stift.

## Kyrkobyggnaden
Församlingskyrkan byggdes 1932-1934 och invigdes av biskop Edvard Magnus Rodhe på Kristi himmelsfärds dag 1934. Arkitekt var Ivar Tengbom. Kyrkan är byggd av höganästegel, med torn och invändigt ett smalare kor.
Innan kyrkan byggdes hölls gudstjänsterna i ett spinneri, som 1854 blev ombyggd till brukskyrka. Den kyrkan blev åter ombyggd 1882.
Kyrkogården, som ligger längst österut i Höganäs tätort, blev i september 2013 utsedd till landets finaste kyrkogård. På denna kyrkogård återfinns också Höganäs kapell som används som begravningskapell

## Inventarier
- Altartavlan är målad av Gunnar Torhamn och föreställer Jesu himmelsfärd.
- Dopkapellets fönster är utförda av Hugo Gehlin.

### Orgel
- 1854 byggde Sven Fogelberg, Lund en orgel med 4 1/2 stämmor.
- 1934 byggde Th Frobenius & Co, Lyngby, Danmark en orgel med 20 stämmor.
- Den nuvarande orgeln byggdes 1958 av Marcussen & Søn, Aabenraa, Danmark och är en mekanisk orgel. Den har 29 stämmor.

| Ryggpositiv I       | Huvudverk II     | Bröstverk III  | Pedal         | Koppel |
| Gedackt 8'          | Principal 8'     | Gedackt 8'     | Subbas 16´    | I/P    |
| Principal 4'        | Spetsflöjt 8'    | Koppelflöjt 4' | Oktava 8'     | II/P   |
| Rörflöjt 4'         | Oktava 4'        | Principal 2'   | Gedackt 8'    | III/P  |
| Quintadena 2'       | Gedacktflöjt 4'  | Nasat 1 1/3'   | Oktava 4'     | I/II   |
| Sesquialtera 2 chor | Rörqvinta 2 2/3' | Cymbel 2 chor  | Nachthorn 2'  | III/II |
| Scharf 3 chor       | Oktava 2'        | Regal 16'      | Mixtur 3 chor |        |
| Krumhorn 8'         | Mixtur 5 chor    | Tremulant      | Fagott 16'    |        |
| Tremulant           | Trumpet 8'       |                | Skalmeja 4'   |        |
|                     |                  |                | Tremulant     |        |

#### Kororgel
- Den nuvarande kororgeln byggdes 1959 av Marcussen & Søn, Aabenraa, Danmark och är en mekanisk orgel.

| Manual       |
| Gedackt 8'   |
| Rörflöjt 4'  |
| Oktava 2'    |
| Waldflöjt 2' |
| Oktava 1'    |